# Атріовентрикулярний септальний дефект
Атріовентрикуля́рний септа́льний дефе́кт, або Атріовентрикуля́рна комуніка́ція, або Атріовентрикулярний канал (англ. Atrioventricular septal defect) — вроджена вада серця, при якій анатомічно спостерігається єдиний дефект у міжпередсердній та міжшлуночковій перетинці серця. Відомий також як дефект ендокардіальних подушок (англ. endocardial cushion defects).
Без хірургічного лікування, помирають 100 % пацієнтів, як правило у ранньому віці від розвитку застійної серцевої недостатності або враження легень, внаслідок легеневої гіпертензії.